# Gianni Merlo
Giovanni Merlo, detto Gianni (Vigevano, 16 aprile 1947), è un giornalista italiano.

## Biografia
Merlo ha iniziato la professione nel 1967 con la rivista "Atletica Leggera" e successivamente è diventato collaboratore dei quotidiani “Il Giorno”, “La Gazzetta del Popolo” e di “Stadio”. Nel 1972 è stato aiuto telecronista per la televisione della Svizzera italiana, con cui ha partecipato all’Olimpiade di Monaco 1972. Nel 1973 è stato chiamato a svolgere la stessa funzione alla RAI, affiancando Paolo Rosi. Nel 1974 è stato assunto dalla “Gazzetta della Sport”, dove ha ricoperto la carica di caposervizio per l’atletica, lo sci e la politica olimpica. [1]
È stato inviato in venticinque Giochi Olimpici di cui tredici invernali e dodici estivi.
Ha partecipato a tutti i più grandi eventi sportivi, Campionati Mondiali ed Europei di atletica, sci e altri sport dal 1976 in poi È stato inviato anche a diverse edizioni di Asian Games e Universiadi. [2]
Nel 1983 ha curato Rizzoli due enciclopedie dello sport: “Conoscere l’atletica” e “Conoscere lo sci”. Dal 1986 fino al 2005 è stato presidente della commissione di atletica dell'Associazione internazionale della stampa sportiva (AIPS). Dal 1994 al 1998 è stato presidente dell'Unione della Stampa Sportiva Europea (UEPS).
Dal 1990 al 1994 è stato il direttore della rivista “Atletica Leggera” e ha lanciato nel 1990 fino 2000 l’edizione annuale dei volumi “Atletica” e “Sci”, fotocronache delle stagioni agonistiche di questi sport, facenti parte della collana “I grandi sport illustrati”. Nel 2008 ha scritto il libro “Dream runner – in corsa per un sogno” con Oscar Pistorius. [3]

## Presidente dell’AIPS
Nel maggio del 2005 a Marrakech, è stato eletto presidente dell’AIPS. È stato riconfermato alla presidenza nel 2009, nel 2013, nel 2017 e nel 2022. Nel 2018 ha istituito gli AIPS Sport Media Awards: si tratta di un premio a cui partecipano giornalisti di 133 Paesi. È il presidente di una giuria che comprende 40 giornalisti di altrettanti paesi.

## Premi e riconoscimenti
- Premio IAAF al miglior giornalista 2013.